# Mädchenjahre einer Königin
Mädchenjahre einer Königin is een romantische, Oostenrijkse film van Ernst Marischka uit 1954 met de jonge Romy Schneider in de rol van de toekomstige jonge koningin Victoria. De luchtige komedie is gebaseerd op het scenario dat Marischka in 1932 schreef voor het theaterstuk "Mädchenjahre einer Königin. Komödie in acht Bildern" van Sil-Varta (schuilnaam voor de Duitse schrijver Geza Silberer). De film ging op 16 december 1954 in Keulen in première en op 28 december 1954 in Wenen. In Nederland werd de film uitgebracht onder de titel De liefdesroman van een koningin. De film werd opgenomen in Agfacolor.

## Inhoud
De jonge intelligente Victoria beseft dat ze als toekomstige koningin moet huwen, maar ze zet zich af tegen alle huwelijksplannen die door haar entourage voor haar worden gesmeed. Ze wil incognito naar Parijs reizen om daar een eventuele huwelijkskandidaat te zoeken, maar door het slechte weer strandt haar rijtuig in Dover. Ze overnacht er met haar gevolg in een herberg, waar toevallig ook Prins Albert van Saksen-Coburg logeert. Beiden weten niet wie de andere in werkelijkheid is, maar ze voelen zich tot elkaar aangetrokken. Victoria moet echter de volgende morgen ijlings naar Londen afreizen om er op haar verjaardagsfeest haar toekomstige gemaal te kiezen. Albert, die eigenlijk het feest niet wilde bijwonen, wordt door zijn raadsman toch overgehaald. Tot zijn verbazing herkent hij in de koningin het meisje dat hij de nacht ervoor nog heeft bespot. Ze trouwen.

## Trivia
- Oorspronkelijk zou de Duitse actrice Sonja Ziemann de hoofdrol spelen, maar toen Ernst Marischka tijdens een diner in een hotel in München aan Romy Schneider werd voorgesteld door haar moeder, Magda Schneider, kreeg zij de rol aangeboden.
- De film Mädchenjahre einer Königin was een voorloper op de latere drie Sissi-films.